# Edith Knudsen
Edith Knudsen (ur. 3 lutego 1916, zm. ?) – duńska florecistka, dwukrotna medalistka mistrzostw świata.
Podczas mistrzostw świata w Monte Carlo w 1950 roku Dunki w składzie: Solveig Jørgensen, Edith Knudsen, Kate Mahaut, Grete Olsen i Ulla Barding zdobyły srebrny medal w zawodach drużynowych. W rywalizacji drużynowej zdobyła również brązowy medal na mistrzostwach świata w Sztokholmie rok później (skład: Ella Dam-Larsen, Solveig Jörgensen, Edith Knudsen, Kate Mahaut, Grete Olsen, Ulla Barding-Poulsen).
Nigdy nie wzięła udziału w igrzyskach olimpijskich.